# Somasjärvi
Somasjärvi (samiska Somášjávri och på den norska sidan Somájávri) är en sjö på gränsen mellan Finland och Norge. Sjön ligger ca 10 nordnordost om Haldefjället i Enontekis på den finska sidan och i Nordreisa kommun i Troms fylke i Norge . Sjön har sitt utlopp åt söder genom Valtijoki (Válddejohka) som ingår i Muonios flodsystem. Somasjärvi ligger 732,3 meter över havet. Omgivningarna runt Somasjärvi är i huvudsak ett öppet busklandskap. Arean är 2,68 kvadratkilometer (1,75 km² på den finska sidan) och strandlinjen är 8,85  eller 9,92 kilometer lång. Sjön  ingår i Torne älvs huvudavrinningsområde. 
Nordkalottleden och Europaleden E1 passerar sjön. Kobmajoki ödestuga ligger vid jåkken Kobmajoki (samiska: Goapmajohka) 1 km uppströms från sjön. En sejtesten finns mellan stugan och sjön. Ödestugan Somashytta finns 200 m från stranden på den norska sidan.